# Roger Moeremans d'Emaüs
Roger Moeremans d'Emaüs (Dilbeek, 12 de junio de 1890-Namur, 19 de marzo de 1975) fue un jinete belga que compitió en la modalidad de concurso completo. Participó en los Juegos Olímpicos de Amberes 1920, obteniendo una medalla de bronce en la prueba por equipos.

## Palmarés internacional
| Juegos Olímpicos | Juegos Olímpicos  | Juegos Olímpicos  | Juegos Olímpicos |
| Año              | Lugar             | Medalla           | Categoría        |
| ---------------- | ----------------- | ----------------- | ---------------- |
| 1920             | Amberes (Bélgica) | Medalla de bronce | Individual       |